# Sicherheitsnachweis
Ein Sicherheitsnachweis ist ein Dokument, in welchem die tatsächlich erreichte Funktionale Sicherheit eines sicherheitsbezogenen Systems dargestellt und begründet wird. Der Sicherheitsnachweis wird üblicherweise durch den Gutachter geprüft und bewertet. Anwendungsgebiete finden sich z. B. in Erd- und Grundbau oder  Elektroinstallationen.